# Toxoneura usta
Toxoneura usta är en tvåvingeart som först beskrevs av Johann Wilhelm Meigen 1826.  Toxoneura usta ingår i släktet Toxoneura, och familjen prickflugor. Arten är reproducerande i Sverige.